# CJWF-FM
CJWF-FM (Country 95.5 & 92-7) ist ein privater Hörfunksender aus Windsor, Ontario, Kanada. Der Sender sendet ein aktuelles American Country Music Format. Der Sender sendet mit einer Leistung von 14 kW auf der Frequenz 95.5 FM in Windsor und 92.7FM in Leamington, Ontario. Der Sender wird auch vom nördlichen Detroit empfangen bis nach Lapeer County. Der Sender wird von Blackburn Radio betrieben.

## Geschichte
CJWF erhielt die Sendegenehmigung am 9. Mai 2008. Der Sender begann mit den Testsendungen in der Nacht vom 22. September 2009. Damals als ein Mix von Country bis rhythmic adult contemporary mit kurzen Sendeunterbrechungen. Offiziell wurde der Sendebetrieb am 16. November 2009 um 8 Uhr morgens aufgenommen. Der erste Song, der gespielt wurde, war „Welcome to the Future“ von Brad Paisley.
Am 7. September 2010 hat sich der Sender als „Country 95-9, The Motor Cities Country“ bezeichnet. Am 22. September 2010 wurde der Radio Data System Dienst gestartet. Zwischen dem 26. November bis 26. Dezember 2010 sendete der Sender ein Christmas Country während der Feiertage.
Am 31. Juli 2012 durch Budgetkürzungen von Blackburn Radio hat die Schwesterstation auf der Frequenz 92.7 das Programm von dem Hauptsender übernommen.

## Programm
- Mornings with Cordell Green
- The John Tesch Show
- Afternoons with Gary
- ACC with Kix Brooks